# 中原福塔
中原福塔（英文：Zhongyuan tower，又名河南广播电视塔），位于中华人民共和国河南省郑州市机场高速公路与航海东路交汇处，目前该塔是世界第一高的全钢结构电视发射塔，中原福塔是一座集广播电视发射、旅游观光、名画展览、文化娱乐、餐饮休闲等多功能的城市基础设施。
中原福塔由同济大学建筑设计院设计，2007年12月27日奠基，2008年3月动工，2009年10月完工，总投资8.36亿元人民币。塔高388米，由塔座、塔身、塔楼和桅杆四部分组成，其中，塔主体高268米，桅杆高120米，钢结构总重量约一万六千吨，在目前已建成的世界全钢结构电视塔中高度居于第一位。中原福塔在2012年荣获中国土木工程设立的最高奖项“詹天佑奖”。

## 设计理念
塔座为鼎，寓意为鼎立中原；塔身为古代的乐器组合“编铙齐鸣”，寓意着中原福塔的通讯传播功能；从上空俯瞰电视塔像一朵五瓣梅花，腊梅是河南的省花，五瓣腊梅谐“五福(幅)”之意，寓意为梅开五福，花开中原；从地面仰视，电视塔像一尊竖立旋转向上、自然腾跃、飘逸飞舞的凝固礼花。

## 特色
中原福塔钢结构采用横截面“桉叶糖”形圆角等边三角形设计，具有较强的韧性和受压能力，同时还首次采用钢筋桁架模板施工新技术，这种技术有别于传统立体式施工方式，加工、定位、焊接难度较大，被专家们称为“现代建筑与艺术的完美结合，是美学元素融入科学设计的一次伟大尝试”。另外，中原福塔的塔体不易变色，终身免维护。
电视塔内设计了世界上最大的全景画馆，获得吉尼斯世界纪录证书，全景画馆位于塔座的第三层和第四层，全景画主要描绘了河南十八个省辖市的著名风光名胜，全景画高20米，长175米，360度闭合，涵盖河南省100多处主要景区、景点，运用高科技声光电烘托，给人以强烈视觉震撼力和冲击力。

## 结构和功能
中原福塔由塔座、塔身、塔楼、桅杆四个部分组成，塔座的一至四层和塔楼的九至十二层用于商业经营，面积达19090平方米。

### 观光娱乐
- 塔座一层:整体用来做儿童职业体验馆及儿童电子娱乐游艺项目；
- 塔座二层:主要提供旅游观光的配套服务，包括游客服务中心、贵宾接待室、旅游商店、品牌快餐店等；
- 塔座三层:用于专业儿童教育类项目及益智游艺馆。
- 塔座四层:办公区域；
- 塔楼九层:主题餐厅；
- 塔楼十层:为高空观光配套服务设施，有摄影台、空中邮局等；
- 塔楼十一层:自助旋转餐厅；
- 塔楼十二层:主要经营项目为：高空冒险项目等。

### 广播电视发射
发射8套调频广播节目、8套模拟电视节目、10套数字广播节目、10套数字电视节目共计36套广播电视节目，覆盖半径达120公里，将成为广播电视无线信号骨干发射基地。

## 图集
- 本色
- 夜景
- 蓝色
- 紫色
- 日暮

## 交通
| 郑州地铁 5 中原福塔站 郑州公交 \| 航海体育场 \| 航海体育场 \| 航海体育场 \| 航海体育场 \| 航海体育场 \| \| 编号 \| 路线 \| 路线 \| 路线 \| 备注 \| \| ---------- \| --------------------- \| --------------------- \| --------------------- \| --------------------- \| \| 35 \| 已于2023年11月2日停办 \| 已于2023年11月2日停办 \| 已于2023年11月2日停办 \| 已于2023年11月2日停办 \| \| 46 \| 已于2023年9月25日停办 \| 已于2023年9月25日停办 \| 已于2023年9月25日停办 \| 已于2023年9月25日停办 \| \| G86 \| 经南五路公交站 \| ⇆ \| 建设路国棉六厂 \| \| \| 129 \| 郑州东站 \| ⇆ \| 汽车客运南站 \| \| \| 165 \| 环翠路公交站 \| ⇆ \| 郑州东站 \| \| \| 168 \| 航海东路公交站 \| ⇆ \| 耿庄社区 \| \| \| G263 \| 花园口公交站 \| ⇆ \| 郑州东站 \| \| \| 321 \| 已于2023年9月12日停办 \| 已于2023年9月12日停办 \| 已于2023年9月12日停办 \| 已于2023年9月12日停办 \| \| 727 \| 金柳路公交站 \| ⇆ \| 德风街站 \| \| \| B17 \| 经开第八大街公交站 \| ⇆ \| 火车站南港湾 \| 原33路 \| \| S169 \| 郑州东站 \| ⇆ \| 银莺路航海路 \| \| \| Y12 \| 经开第八大街公交站 \| ⇆ \| 火车站北港湾 \| 夜间服务 \| \| S218 \| 金祥路公交站 \| ⇆ \| 东四环郑尚线 \| 原游51路 \| \| 游51支线 \| 已于2023年11月3日停办 \| 已于2023年11月3日停办 \| 已于2023年11月3日停办 \| 已于2023年11月3日停办 \| |                       |                       |                       |                       |
| 航海体育场 |                       |                       |                       |                       |
| 编号 | 路线                  | 路线                  | 路线                  | 备注                  |
| 35 | 已于2023年11月2日停办 | 已于2023年11月2日停办 | 已于2023年11月2日停办 | 已于2023年11月2日停办 |
| 46 | 已于2023年9月25日停办 | 已于2023年9月25日停办 | 已于2023年9月25日停办 | 已于2023年9月25日停办 |
| G86 | 经南五路公交站        | ⇆                     | 建设路国棉六厂        |                       |
| 129 | 郑州东站              | ⇆                     | 汽车客运南站          |                       |
| 165 | 环翠路公交站          | ⇆                     | 郑州东站              |                       |
| 168 | 航海东路公交站        | ⇆                     | 耿庄社区              |                       |
| G263 | 花园口公交站          | ⇆                     | 郑州东站              |                       |
| 321 | 已于2023年9月12日停办 | 已于2023年9月12日停办 | 已于2023年9月12日停办 | 已于2023年9月12日停办 |
| 727 | 金柳路公交站          | ⇆                     | 德风街站              |                       |
| B17 | 经开第八大街公交站    | ⇆                     | 火车站南港湾          | 原33路                |
| S169 | 郑州东站              | ⇆                     | 银莺路航海路          |                       |
| Y12 | 经开第八大街公交站    | ⇆                     | 火车站北港湾          | 夜间服务              |
| S218 | 金祥路公交站          | ⇆                     | 东四环郑尚线          | 原游51路              |
| 游51支线 | 已于2023年11月3日停办 | 已于2023年11月3日停办 | 已于2023年11月3日停办 | 已于2023年11月3日停办 |

## 参看
- 东方明珠电视塔
- 广州塔